# 2865 Laurel
A 2865 Laurel (ideiglenes jelöléssel 1935 OK) a Naprendszer kisbolygóövében található aszteroida. Cyril V. Jackson fedezte fel 1935. július 31-én.